# Witalij Bałaszow
Witalij Jurijowycz Bałaszow, ukr. Віталій Юрійович Балашов (ur. 15 stycznia 1991 w Odessie) – ukraiński piłkarz występujący na pozycji pomocnika w ukraińskim klubie Olimpik Donieck. Były młodzieżowy reprezentant Ukrainy.

## Kariera klubowa
Wychowanek SDJuSzOR Czornomoreć Odessa. Pierwszy trener A.Władimirow. W 2007 rozpoczął karierę piłkarską w drużynie rezerwowej Czornomorca Odessa. 9 maja 2009 debiutował w Premier-lidze. 4 lipca 2013 został wypożyczony do końca roku do Howerły Użhorod. Po zakończeniu sezonu 2014/15 opuścił odeski klub. 26 stycznia 2016 roku, po półrocznym okresie bez klubu, związał się roczną umową z możliwością przedłużenia z Wisłą Kraków. Jednak po zakończeniu sezonu 2015/16 opuścił krakowski klub. 22 lutego 2017, na zasadzie wolnego transferu, przeszedł do Milsami Orgiejów. 4 sierpnia 2017 podpisał kontrakt z białoruskim klubem Isłacz Minski Rajon. 30 marca 2018 zasilił skład Olimpiku Donieck.

## Kariera reprezentacyjna
Występował w juniorskich reprezentacjach U-16, U-17 i U-19. W 2012 bronił barw młodzieżowej reprezentacji Ukrainy.